# Vasile Tărâțeanu
Vasile Tărâțeanu (n. 27 septembrie 1945, satul Sinăuții de Jos, raionul Adâncata, regiunea Cernăuți – d. 8 august 2022, Cernăuți) a fost un poet român din Ucraina.

## Viața și opera
În anul 1972 a absolvit cursurile Facultății de Litere de la Universitatea din Cernăuți. Lucrează ca redactor la ziarul Zorile Bucovinei (1969-1981), apoi la Postul de Radio Kiev (1981–1991). 
În 1989, alături de alți scriitori români din Cernăuți a fondat Societatea pentru Cultură Românească „Mihai Eminescu“. Din anul 2000 este președinte al "Fundației culturale "Casa Limbii Române" din Cernăuți. Este redactor-șef (sau  director-fondator și editor) al gazetelor românești din Ucraina - Cernăuți: Plai românesc (1990–1994), Arcașul", "Curierul de Cernăuți", "Junimea etc.  
A debutat editorial, în 1981, cu Harpele ploii, în corola interesantei sale opere poetice ivindu-se apoi:
- Dreptul la neliniște (Ujgorod, 1984);
- Linia vieții (Ujgorod, 1988);
- Teama de înstrăinare (Chișinău, 1990);
- Litanii din Țara de Sus (Timișoara, Ed. Augusta, 1995);
- Litanii (Iași, 1996);
- Pământ în retragere (Timișoara, Editura Augusta, 1999);
- Și ne izbăvește pre noi (Timișoara, Editura Helicon, 1999);
- Dinafară (Timișoara, Editura Augusta, 2003) etc.
- Ochean cu cioburi sângerânde (Cluj-Napoca, Editura Dacia, 2005);
- Infern personal, ediție bilingvă: în română și în franceză (Iași, Editura Danaster,2005);
- Crucificat pe harta țării, Vasile Tărâțeanu – 60, volum omagial, (București, Editura Semne, 2005);
- Aruncarea zarurilor, in Colecția Biblioteca Revistei „Convorbiri literare”  (Iași, Editura Timpul,2005);
- Orizonturi decapitate (Timișoara, Editura Augusta, 2005);
- Degețelul salvator, versuri pentru copii, în colecția „Biblioteca revistei Făgurel (Cernauți, Editura Zoloti Lytavry, 2006);
- Cimitir ambulant (Râmnicu Sărat, Editura RaFet, 2008).

Volumelor de versuri li se adaugă și două volume de publicistică: Iluzii și lanțuri (Craiova, Editura Scrisul Românesc, 2001) și Stâlpul de foc (Craiova, Editura Scrisul Românesc, 2007).

## Premii
- Premiul revistei „Poesis“ (1994; 2000).
- Premiul Societății Scriitorilor Bucovineni  (2001).
- Premiul Uniunii Scriitorilor din Republica Moldova (2003).